# NGC 2698
NGC 2698 is een spiraalvormig sterrenstelsel in het sterrenbeeld Waterslang. Het hemelobject werd op 11 maart 1826 ontdekt door de Britse astronoom John Herschel.

## Synoniemen
- MCG 0-23-12
- ZWG 5.30
- PGC 25067